# Угрюмово (Вологодская область)
Угрюмово — село в Череповецком районе Вологодской области.
Входит в состав Ягановского сельского поселения, с точки зрения административно-территориального деления — в Ягановский сельсовет.
Расстояние по автодороге до районного центра Череповца — 37 км, до центра муниципального образования Яганово — 7 км. Ближайшие населённые пункты — Костенево, Соколово, Горка.
По переписи 2002 года население — 32 человека (10 мужчин, 22 женщины). Преобладающая национальность — русские (97 %).